# ČSD T 679.2001 und T 679.2002
Die ČSD T 679.2001 und T 679.2002 waren Prototypen dieselelektrischer Lokomotiven der ehemaligen Tschechoslowakischen Staatsbahnen (ČSD) für den schweren Güterzugdienst. Sie entsprachen der SŽD-Baureihe ТЭ109, die auch an andere Staaten des damaligen Ostblocks geliefert wurde. Bei der Deutschen Reichsbahn liefen entsprechende Lokomotiven als Baureihe 131.

## Geschichte
Die Lokomotiven des Typs ТЭ 109 wurden Ende der 1960er Jahre von der Lokomotivfabrik Woroschilowgrad auf Wunsch der Deutschen Reichsbahn entwickelt, die schwere Diesellokomotiven für den Personen- und Güterverkehr benötigte. Der erste Prototyp wurde 1970 als V 300 001 vorgestellt. Die Serienfertigung der nun als Baureihe 130 bezeichneten Lokomotiven begann noch im gleichen Jahr. Diese Lokomotiven besaßen noch keine Zugheizeinrichtung, sodass sie nur im Güterverkehr einsetzbar waren. Eine zweite, als Baureihe 131 bezeichnete Serie erhielt deshalb eine geänderte Getriebeübersetzung, um eine größere Zugkraft zu erhalten. Die Höchstgeschwindigkeit dieser Lokomotiven reduzierte sich dementsprechend von 140 auf 100 km/h.
Die ČSD erhielten im Oktober 1971 aus der laufenden Fertigung der Baureihe 130 zwei Lokomotiven mit den Fabriknummern 0037 und 0038. Mit ihrer reduzierten Höchstgeschwindigkeit von 100 km/h entsprachen sie der später gebauten Baureihe 131 weitgehend. Die ČSD beheimateten die beiden Probelokomotiven mit den Nummern T 679.2001 und T 679.2002 im Depot Brno-Maloměřice. Eingesetzt wurden sie vorrangig auf der Strecke Brno–Česká Třebová, wo sie gemeinsam mit den Lokomotiven der Baureihe T 679.1 den schweren Güterverkehr bewältigten.
Serienlokomotiven erwarben die ČSD schließlich nicht mehr. Begründet war das insbesondere mit dem Umstand, dass für den schweren Güterverkehr auf den nicht elektrifizierten Strecken schon die bewährte Baureihe T 679.1 in größerer Zahl zur Verfügung stand und zudem ein umfassendes  Elektrifizierungsprogramm geplant war. Viele der möglichen Einsatzstrecken hätte man zudem erst für den Einsatz schwerer Lokomotiven mit über 20 Tonnen Achslast ertüchtigen müssen, wofür jedoch die finanziellen Mittel fehlten. Für diese Einsatzgebiete beschaffte die ČSD schließlich die vierachsigen Diesellokomotiven der Baureihen T 478.3 und T 478.4, die vor schweren Zügen in Doppeltraktion eingesetzt werden konnten.
Nach einer Laufleistung von 300.000 Kilometern stand die erste Hauptuntersuchung in einem Ausbesserungswerk an. Da man diese in der Tschechoslowakei nicht ausführen konnte, stellte man die beiden Einzelgänger 1976 ab und bot sie zum Verkauf an. Die Bulgarische Staatsbahn (BDŽ) erwarb beide Lokomotiven im gleichen Jahr und nahm eine als 07-1917 wieder in Betrieb. Die andere diente als Ersatzteilspender.
Die Lokomotive wird von den Bulgarischen Staatsbahnen auch im Jahr 2011 noch eingesetzt. Seit 1988 trägt sie die Nummer 07.091. Beheimatet ist sie im Depot Gorna Orjahovica.